# Kalton Harold Bruhl
Kalton Harold Bruhl (Tegucigalpa, Honduras, 1976) es un escritor hondureño de cuento y novela, miembro de la Academia Hondureña de la Lengua desde 2015 y Premio Nacional de Literatura "Ramón Rosa" 2015. 

## Influencias y primeros años de escritura
Cuando era apenas un adolescente, se sumergió en la biblioteca familiar, donde pudo tener contacto con las obras de muchos autores, sobre todo anglosajones; después, cuando cumplió diecisiete años, decidió que era tiempo, no solo de leer, sino también de escribir sus propias historias. Influenciado por los libros de Guy de Maupassant, el autor hondureño se inclinó por el relato negro y la novela de terror psicológico.

## Obra publicada

### Cuento
Autor:
- El último vagón (2013).
- Un nombre para el olvido (2014).
- Donde le dije adiós (2014).
- Sin vuelta atrás (2015).
- La intimidad de los recuerdos (2016).

Coautor:
- La dama en el café y otros misterios (2014).
- El visitante y otros cuentos de terror (2018).
- La llamada (2019).

### Novela
- Novela: La mente dividida (2014).

### Antologías
Traducidas al alemán y al francés, sus obras han sido recogidas en diferentes antologías, como:
- Antología del relato negro III,
- Hiroshima,
- Truman,
- Asesinatos profilácticos y 2099 de Ediciones Irreverentes.
- París,
- Viena
- Tras las huellas de Arsenio Lupin, de M.A.R. Editor.

## Premios y accésit

### Premio
- Primer premio en el VII Concurso Anual de Cuento Breve y Poesía de la Librería Mediática (Venezuela, 2010),

- Premio “Horacio Castillo”, al cuento extranjero destacado en el Certamen Literario Juninpaís (Argentina, 2010),

- Primer Premio en el Certamen Arcadio Ferrer Peiró de Narrativa en Castellano del Ayuntamiento de Canals (España, 2010),

- Autor seleccionado como Ganador en la I Convocatoria Abierta de Cuentos Cortos ‘Borumballa’, (España, 2010)

- Ganador del III Premio de Relato “Sexto Continente” de Ediciones Irreverentes (España, 2010)

- Ganador del IV Premio de Relato “Sexto Continente” de Ediciones Irreverentes (España, 2011)

- Premio único en el III Certamen Literario Centroamericano Permanente de Novela Corta (Honduras, 2011)

- Primer Lugar, rama de cuento, Juegos Florales de Santa Rosa de Copán (Honduras, 2011)

- Ganador del Primer Concurso Internacional de Poesía y Cuento Latin Heritage Foundation sobre la naturaleza, (Estados Unidos, 2011)

- Primer Premio en el V Concurso de Microrrelatos Matas i Ramis, (España, 2013)

- 86 Primer Premio Concurso de Micrrorrelatos Universidad Popular de Guareña, (España, 2013)

### Finalista
- VII Premio Internacional “Vivendia- Villiers” de Relato (España, 2012)

- II Premio TERBI de Terror, Fantasía y Ciencia Ficción (España, 2012)

- X Certamen Internacional de Microcuento Fantástico MINATURA (España, 2012)

- Concurso Internacional de Minicuento “El Dinosaurio” (Cuba, 2012)

- V Muestra de Relato de Terror, Fantasía y Ciencia Ficción Cryptshow Festival, (España, 2012)

- XI Premio de Relato Sexto Continente de Ediciones Irreverentes, (España, 2012).

- Finalista en el Concurso de Relatos El Sol Cultural, España 2014, Mención de Honor en el I Concurso de relato breve de la Feria del Libro de Bogotá, Colombia, 2015.

- Seleccionado en el I concurso de relatos policiacos Granda Noir, España, 2015.